# Graphe transposé

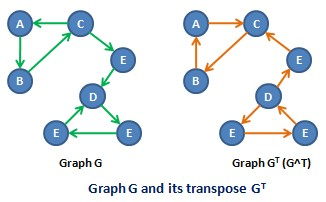
Un graphe et son transposé.

En théorie des graphes, le graphe transposé {\displaystyle G^{T}}, ou graphe inverse, d'un graphe orienté {\displaystyle G=(V,A)} est obtenu en conservant tous les nœuds de {\displaystyle V}et en inversant tous les arcs de {\displaystyle A}. Autrement dit, {\displaystyle G^{T}=(V,A^{T})} avec {\displaystyle A^{T}=\{(y,x)\mid (x,y)\in A\}}.
Cette notion ne doit pas être confondue avec celle de graphe complémentaire ou inversé, pour les graphes non-orientés.

## Propriétés
- Le transposé du transposé d'un graphe {\displaystyle G} est le graphe {\displaystyle G} .
- La matrice d'incidence du graphe transposé est la transposée de la matrice d'incidence du graphe original. Un graphe égal à son transposé est dit symétrique.

## Applications
Certains algorithmes utilisent le transposé du graphe d'entrée, par exemple l'algorithme de Kosaraju effectue un parcours en profondeur du graphe et de son transposé. 